# Comunidade Intermunicipal do Alto Tâmega

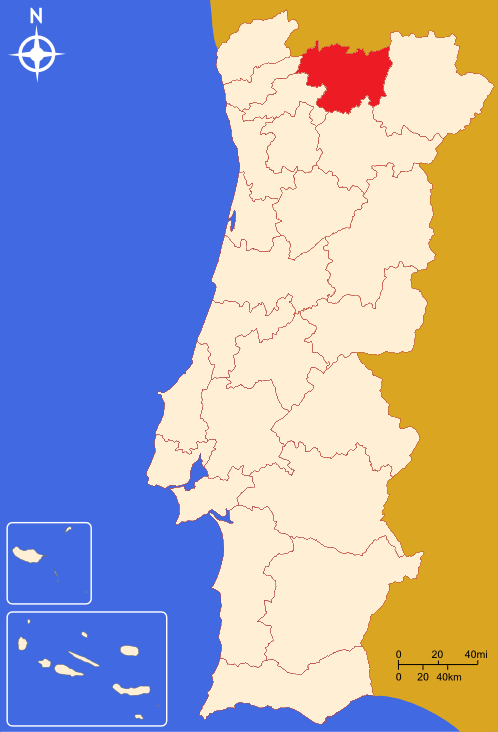
Comunidade Intermunicipal do Alto Tâmega

A Comunidade Intermunicipal do Alto Tâmega e Barroso, também designada por CIM Alto Tâmega e Barroso ou CIMAT, é uma comunidade intermunicipal (CIM) de Portugal. É composta por 6 municípios. A área geográfica corresponde à NUTS III do Alto Tâmega.

## Municípios
| Município            | Área (em km²) | População (censo de 2011) |
| -------------------- | ------------- | ------------------------- |
| Boticas              | 322           | 5.750                     |
| Chaves               | 591,2         | 41.243                    |
| Montalegre           | 805,5         | 10.537                    |
| Ribeira de Pena      | 217,5         | 6.544                     |
| Valpaços             | 548,7         | 16.882                    |
| Vila Pouca de Aguiar | 437,1         | 13.187                    |
| Total                | 2922          | 94143                     |